# Mike Kadish
Mike Kadish é um ex-jogador profissional de futebol americano estadunidense.

## Carreira
Mike Kadish foi campeão da temporada de 1972 da National Football League jogando pelo Miami Dolphins.